# 戈茹夫省
戈茹夫省（województwo gorzowskie）是波蘭歷史上的一個省，始於1975年。1999年1月1日被併入盧布斯卡省。
1998年面積8,484平方公里。人口514,300人。首府大波蘭地區戈茹夫。